# كلوستريديوم حراري حال للورق
كلوستريديوم ثيرموبابيروليتيكام أو كلوستريديوم حراري حال للورق هو نوع من البكتيريا من فصيلة كلوستريدياسيا.